# Dalslands kontrakt
för kontraktet med detta namn som fanns före år 1700, se Dalslands kontrakt (-1699)
Dalslands kontrakt är ett kontrakt i Karlstads stift inom Svenska kyrkan.
Kontraktskoden är 0910.

## Administrativ historik
Kontraktet bildades 1 april 2015 av församlingar som ingått i Norra Dals kontrakt och Södra Dals kontrakt:
från Norra Dals kontrakt
- Bäcke-Ödskölts församling uppgick 2022 i Steneby församling
- Dals-Eds församling
- Laxarby-Vårviks församling
- Steneby-Tisselskogs församling namnändrades 2022 till Steneby församling
- Torrskogs församling
- Åmåls församling
- Ärtemarks församling

från Södra Dals kontakt
- Bolstads församling som 2025 uppgick i Melleruds församling
- Brålanda församling som 2024 namnändrades till Brålandabygdens församling
- Frändefors församling
- Färgelanda församling som 2022 namnändrades till Färgelanda-Högsäters församling
- Gestads församling som 2024 uppgick i Brålandabygdens församling
- Holms församling som 2025 uppgick i Melleruds församling
- Högsäters församling som 2022 uppgick i Färgelanda-Högsäters församling
- Järbo-Råggärds församling uppgick 2020 i Högsäters församling
- Rännelanda-Lerdals församling uppgick 2020 i Högsäters församling
- Skålleruds församling som 2025 uppgick i Melleruds församling
- Sundals-Ryrs församling som 2024 uppgick i Brålandabygdens församling
- Örs församling som 2025 uppgick i Melleruds församling